# Mariano Latorre
Mariano Lautaro Latorre Court (Cobquecura, 4 de enero de 1886-Santiago, 10 de noviembre de 1955) fue un escritor, poeta, profesor y académico chileno de origen vasco, considerado el padre del criollismo en Chile, cuyos aportes literarios le hicieron ser merecedor del Premio Nacional de Literatura en 1944.

## Biografía
Fue hijo del vasco Mariano de la Torre Sandelis y de Fernandina Court Biezac, de origen francés.
Sus primeros 10 años los pasó en la ciudad de Constitución (que en sus escritos llama Maule), pero posteriormente pasó su juventud en varias ciudades, como Valparaíso, Santiago, Parral y Talca, ciudad en la cual se tituló de bachiller en 1905. Durante su estadía en Talca se inició en la literatura junto con su amigo Fernando Santiván, y colaboró con los diarios La Actualidad, La Libertad, y en la Revista Zig-Zag, siendo esta última en donde publicó sus primeros cuentos y poesías.

Entró a estudiar la carrera de derecho en la Universidad de Chile por presión familiar, sin embargo, tras la muerte de su padre, cambió sus estudios a la carrera de castellano en el Instituto Pedagógico de la Universidad de Chile. Se tituló en 1915, y fue profesor de castellano en el Liceo Valentín Letelier de Santiago y en el Instituto Nacional. Posteriormente, dio clases de literatura chilena y americana de su casa de estudios. Durante su período de mayor auge, realizó viajes a Perú, Bolivia, Argentina y Colombia, donde dio conferencias de literatura, más la explicación de su corriente literaria. 

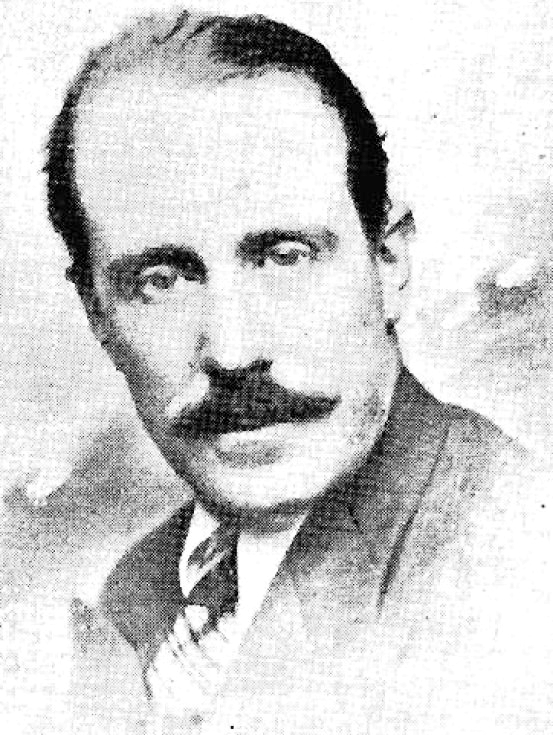
Latorre en 1936

Contrajo matrimonio con la chilena española Virginia Blanco Calzada, con quien tuvo dos hijos: Mariano y Mirella, una destacada actriz que se hizo célebre a partir de la década de 1940.
En 1936 se le otorgó el premio municipal de Santiago y en 1944 el Premio Nacional de Literatura. 
Entre 1945 y 1952, se desempeñó como director del Instituto Pedagógico de la Universidad de Chile, y en 1953 fue miembro académico de la Facultad de Filosofía y Educación de la misma casa de estudios.
Murió en la capital chilena, donde hubo muestras de pésame y cariño por parte de la comunidad. Durante su funeral, realizado en la Casa Central de la Universidad de Chile, fue despedido por once oradores en el Cementerio General, siendo Pablo Neruda, el que dio el despido más sobresaliente, en el que entre su discurso dijo:

Este día frío en medio del verano es como su partida, como su desaparición repentina en medio del regocijo multiplicado en su obra. No voy a hacer un discurso funerario para Mariano Latorre [...] Oímos junto a él, los pasos de los labriegos y pampinos, de mineros y de pescadores, de los que trabajan, rastrean, socavan, fecundan nuestras tierra dura [...] Él amó las tierras y las aguas de Chile, las conquistó con paciencia, con sabiduría y con amor, las selló con sus palabras y con sus ojos azules [...] Su corazón fue una nave de madera olorosa, salida de los bosques del Maule, bien construida y martillada en los astilleros de la desembocadura, y en su viaje por el océano seguirá llevando la fuerza, la flor y la poesía de la patria.

## Padre del criollismo chileno y legado

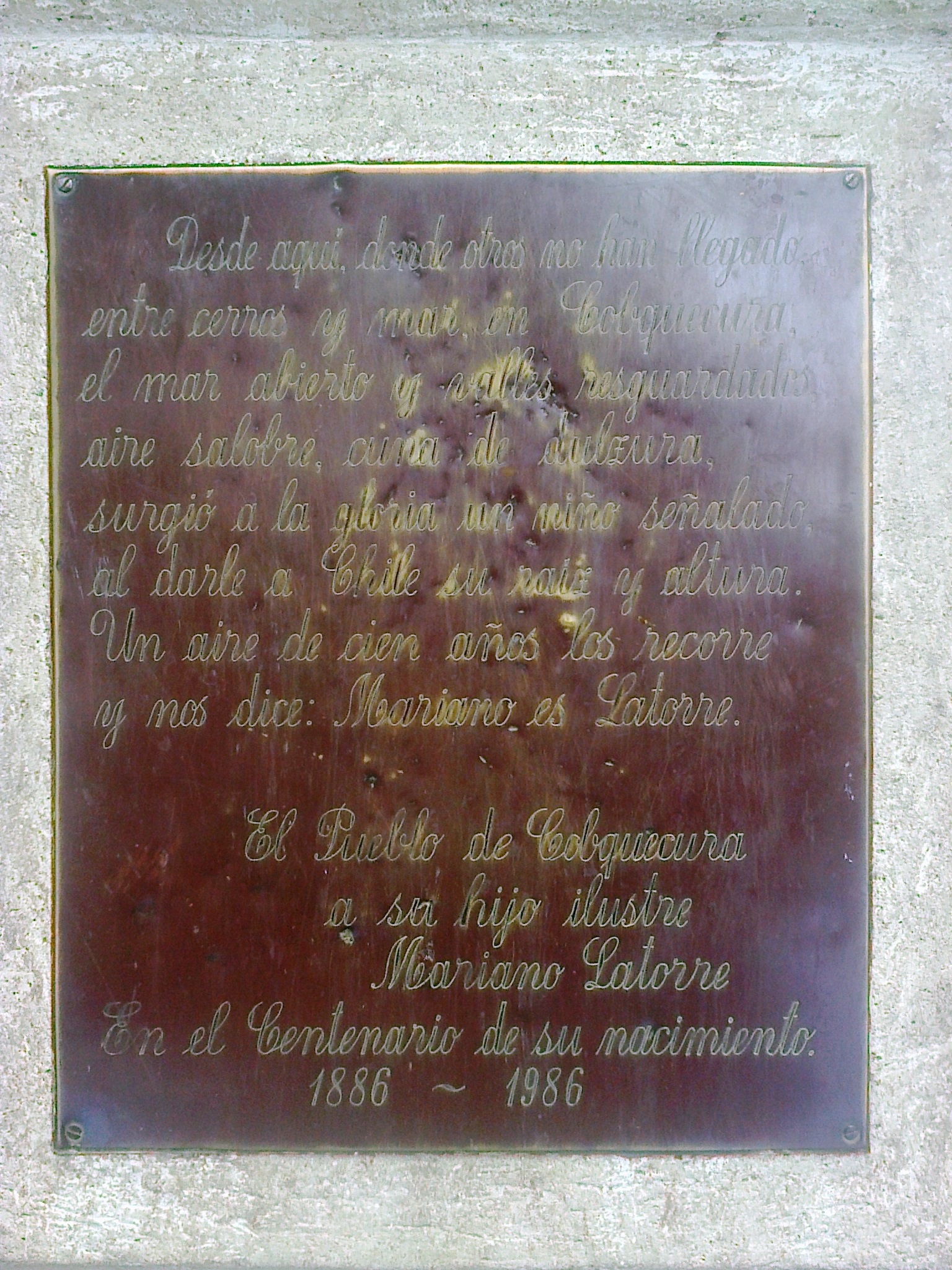
Placa conmemorativa al escritor Mariano Latorre en la plaza de Cobquecura.

A nivel internacional, Latorre es considerado como uno de los primeros autores chilenos en mostrar, clasificar y describir la faceta de la realidad chilena, el lenguaje de sus habitantes locales, su cultura, sociedad rural y otras características propias que eran desconocidas en el extranjero en aquel entonces. Poseía la principal característica de redactar de forma bien detallada la geografía y la sociedad en la que se enmarca sus historias, siendo las zonas rurales y costeras de la Región del Maule las que más predominan en sus argumentos. También destaca el lenguaje coloquial que aplica a sus personajes, con que Latorre buscó retratar el vocabulario inculto informal de la población chilena durante ese período, y su idiosincrasia al relacionarse entre sí. Bajo estos rasgos, surgió el criollismo, que Latorre describe como una forma de narrar el conflicto entre el hombre y la naturaleza que lo rodea, mostrando lo mejor y lo peor de este para enfrentarlos. Por lo general, sus personajes suelen ser el roto y el huaso chilenos, pues ambos retratan conductas muy diferentes y marcadas; por un lado, el roto chileno suele ser un ser anárquico, ateo, irrespetuoso, carente de educación, mientras que el huaso chileno suele ser un personaje conservador, creyente, culto y obstinado.
El criollismo en sí fue esencial para el desarrollo de una nueva perspectiva dentro de la literatura chilena, puesto que retrató en su totalidad todos los rasgos geográficos, sociales y culturales de Chile, mostrando sus diversas realidades con base en sus historias narradas en la costa, en la cordillera, en el bosque o en el campo, enmarcando las realidades en las que vivían el día a día la inmensa mayoría de la población chilena, y todas las condiciones de vida que conlleva (vivienda, alimentación, relaciones familiares, vestimenta, etc.), por lo que esta corriente obtuvo notoriedad tanto a nivel nacional como internacional.

## Querella contra el criollismo

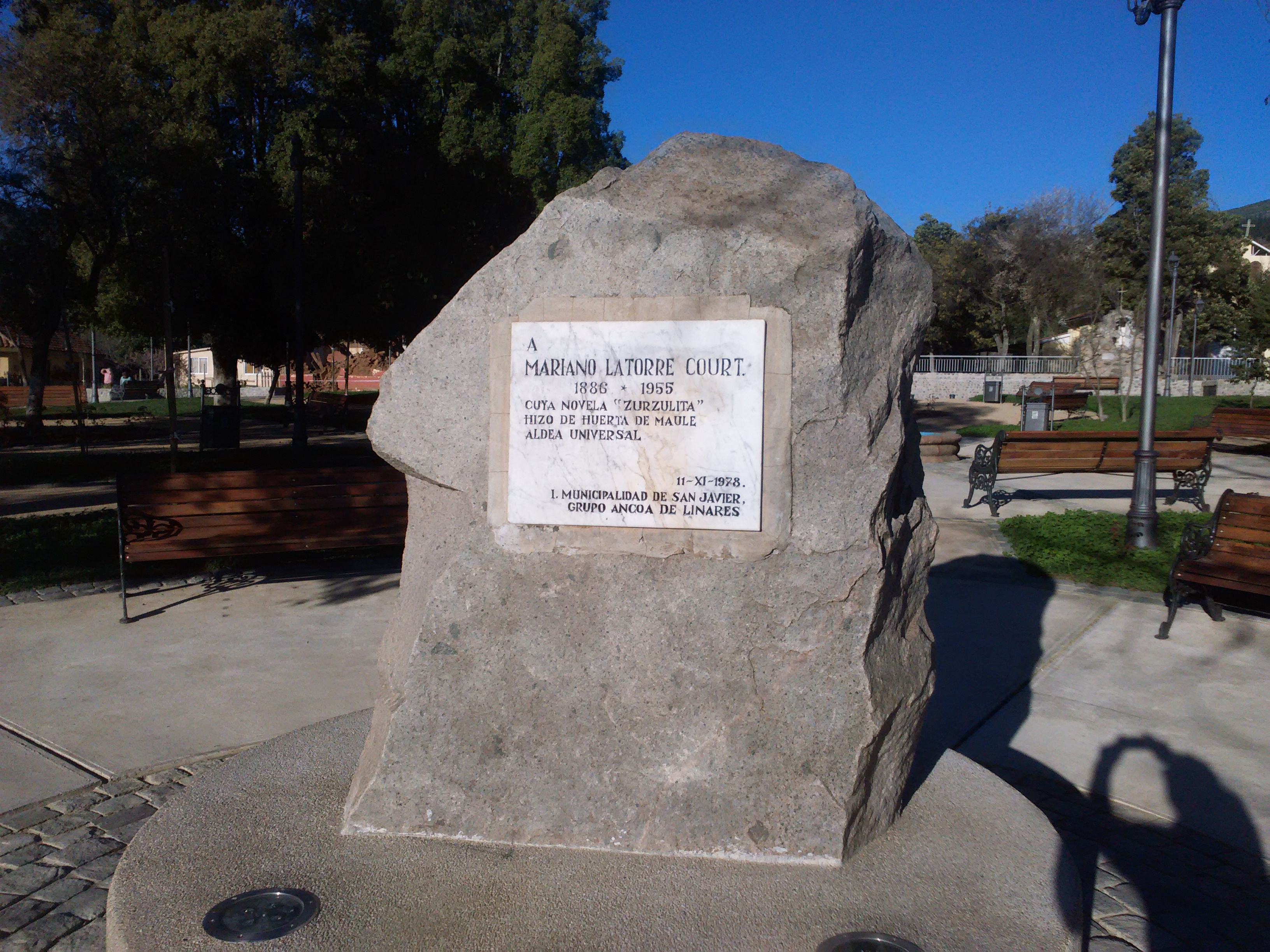
Homenaje en la localidad de Huerta de Maule a Mariano Latorre

Si bien Latorre logró obtener partidarios por su innovadora corriente literaria, también se enfrentó a detractores. Hernán Díaz Arrieta (conocido como Alone), el crítico literario más influyente de Chile, fue uno de los principales rivales y opositores de sus obras. A través de varias columnas periodísticas, criticó que en las obras de Latorre se describiera más el entorno natural en el que se desarrollaba la historia que sus personajes y la trama en sí misma, por lo que no se lograba entender bien la historia que el escritor narraba; además, bajo su influencia, Alone transmitió a sus lectores que las obras de Latorre eran aburridas y carecían de interés dramático suficiente para que el lector se sintiese interesado por el desarrollo de la obra. Según el escritor Oreste Plath, fue por estas críticas y por la influencia difamadora de Alone que Latorre nunca pudo ser miembro de la Academia Chilena de la Lengua.

## Obras
Sus principales obras son:
- Cuentos del Maule (1912)
- Cuna de cóndores (1918)
- La sombra del caserón (1919)
- Zurzulita (1920)
- Ully (1923)
- Hombres de la selva (1923)
- Chilenos del Mar (1929)

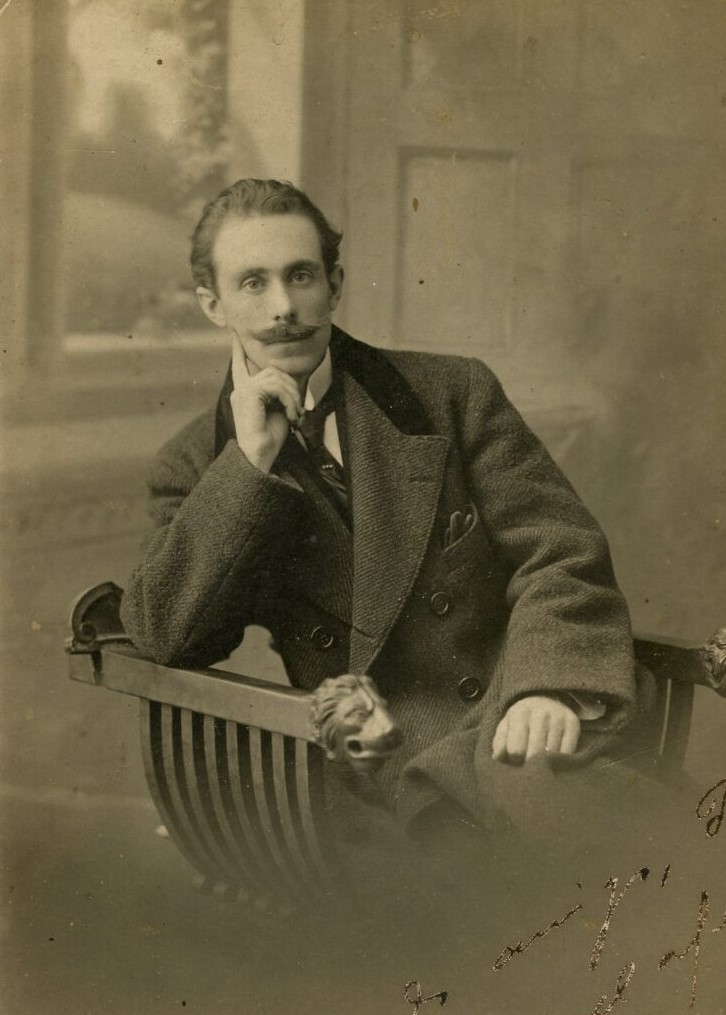
Mariano Latorre a inicios del siglo XX

- La chilenidad de Daniel Riquelme (1931)
- On Panta (1935)
- Hombres y Zorros (1937)
- La Literatura de Chile (1941)
- Mapu (1942)
- Viento de Mallines (1944)
- Puerto Mayor (1945)
- El Choroy de Oro (1946)
- Chile, País de Rincones (1947)
- El Caracol (1952)
- La Paquera (1958)
- La Isla de los Pájaros (1959)
- Memorias y otras confidencias (publicado en 1971)